# Esquerda Socialista
Esquerda Socialista foi o órgão de informação semanal do Movimento de Esquerda Socialista, dirigido por César de Oliveira, entre 12 de setembro de 1974 e 13 de novembro de 1974 e por Augusto Mateus, entre 14 de janeiro de 1975 e 9 de julho de 1975. Publicou-se entre 12 de setembro de 1974 e 16 de julho de 1975 e o seu término deu origem a um novo título de imprensa: o “Poder Popular”. Os principais assuntos abordados são as movimentações políticas da época, as lutas da classe operária e a situação nas ex-colónias.